# 2019年世界水泳選手権ブルンジ選手団
2019年世界水泳選手権ブルンジ選手団は、2019年7月12日から7月28日まで韓国の光州で開催された第18回世界水泳選手権のブルンジ選手団、およびその競技結果。

## 選手団
- 人員: 選手 3人

## 選手名簿・結果
| 選手                       | 種目               | 予選      | 予選  | 準決勝   | 準決勝   | 決勝     | 決勝     |
| 選手                       | 種目               | 結果      | 順位  | 結果     | 順位     | 結果     | 順位     |
| -------------------------- | ------------------ | --------- | ----- | -------- | -------- | -------- | -------- |
| ベリー＝クレジュス・ガニラ | 男子50m自由形      | 25秒33    | 99位  | 予選敗退 | 予選敗退 | 予選敗退 | 予選敗退 |
| ベリー＝クレジュス・ガニラ | 男子100mバタフライ | 1分03秒34 | 76位  | 予選敗退 | 予選敗退 | 予選敗退 | 予選敗退 |
| ビリー＝スコット・イラコゼ | 男子50mバタフライ  | 28秒43    | 76位  | 予選敗退 | 予選敗退 | 予選敗退 | 予選敗退 |
| ビリー＝スコット・イラコゼ | 男子100m自由形     | 56秒45    | 104位 | 予選敗退 | 予選敗退 | 予選敗退 | 予選敗退 |
| オドリナ・カゼ             | 女子50m自由形      | 34秒97    | 98位  | 予選敗退 | 予選敗退 | 予選敗退 | 予選敗退 |
| オドリナ・カゼ             | 女子50m平泳ぎ      | 49秒77    | 56位  | 予選敗退 | 予選敗退 | 予選敗退 | 予選敗退 |